# Patrick Edlinger
Patrick Edlinger (15. června 1960 Dax – 16. listopadu 2012 La Palud-sur-Verdon) byl francouzský sportovní lezec, francouzská legenda skalního lezení. Vítěz závodů Sportroccia a Rock Master v lezení na obtížnost. Šéfredaktor časopisu Roc'n Wall.

## Výkony a ocenění
- V roce 1995 vydal Heinz Zak knihu Rock Stars, kde je mezi nejlepšími skalními lezci světa mezi sedmnácti francouzskými lezci.

### Sportovní výstupy ve skalách

#### Prvovýstupy
- 1981: Medius 7c, St. Victoire
- 1982: Fenrir 7c+, Verdon, první RP
- 1983: a Glise au Pays des Merveilles, 8a, Buoux
- 1984: La Boule, 8a+, St. Victoire
- 1985: Love supreme, 5.13a, Toulomne, USA
- 1985: Femme Blanche, 8a+, Céuse
- 1988: Are you Ready, 8b+, Chateauvert

### Závodní výsledky
| Sportroccia | Sportroccia |
| Rok         | 1986        |
| ----------- | ----------- |
| Obtížnost   | 1           |

| Arco Rock Master | Arco Rock Master |
| Rok              | 1988             |
| ---------------- | ---------------- |
| Obtížnost        | 1                |

## Filmografie
- Jean-Paul Janssen: La vie au bout des doigts, Francie, 1983
- José Giovanni: Les Loups entre eux, Francie, 1985
- Jean-Paul Janssen: Opéra vertical, Francie, 1986
- Claude Lelouch: La Belle Histoire, Francie 1992